# 卡韦萨德尔武埃
卡韦萨德尔武埃，是西班牙埃斯特雷马杜拉巴达霍斯省的一个市镇。总面积475平方公里，总人口5897人（2001年），人口密度12人/平方公里。